# Ádám Zsigmond (pedagógus, 1906–1962)
Ádám Zsigmond (Egyek, 1906. június 19. – Budapest, 1962. május 25.) magyar pedagógus, az első magyarországi gyermekváros megszervezője és vezetője.

## Életútja
Ádám Mihály cserépedénykereskedő és Schwarcz Betti fiaként született zsidó családban. Ötéves korában elvesztette édesapját. Elemi iskoláját szülőfalujában végezte, majd a tiszafüredi polgári iskolába került. 1926-ban Budapesten tanítói oklevelet szerzett. Három évvel később magyar–történelem szakos polgári iskolai tanári oklevelét kapott a Tanárképző Főiskolán. 1931-ben az Apponyi Kollégiumban pedagógia–filozófia szakos tanítóképző-intézeti tanári oklevéllel gazdagodott, és novemberétől a Csurgói Magyar Királyi Állami Tanítóintézetben kapott helyettes tanári állást.
A következő évtől a Miskolci Ortodox Izraelita Hitközség Tanítónőképző-Intézetében többek között magyar nyelvet, történelmet, test- és élettant, valamint neveléstant tanított. Ekkoriban publikált először a Gyermekvédelem című folyóiratban. 1937-től az Országos Izraelita Tanítóképző-Intézet alkalmazásában állt, előbb mint helyettes tanár, majd 1938-ban rendes tanári kinevezést kapott. Tagja volt a Tanítóképző-intézeti Tanárok Országos Egyesületének, az Országos Izraelita Tanítóegyesület központi választmányának és az Izraelita Magyar Irodalmi Társulatnak. 1939-ben feleségül vette Fodor Erzsébet, aki általános iskolai tanárnőként dolgozott. A második világháború alatt tizenkilenc hónapot töltött munkaszolgálatosként Ukrajnában, ahol elvesztette öccsét. Húgát Auschwitzba deportálták, ahol meghalt.

### Gyermekotthonok

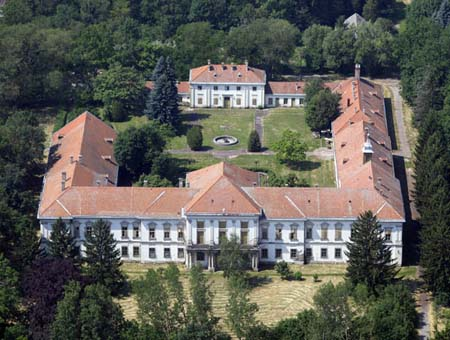
Zichy-kastély (Soponya)

A háború után céljának tekintette az elhagyott gyerekek összegyűjtését, akik számára bentlakásos iskolákat szervezett. 1946 és 1949 között gyermekvárost szervezett és vezetett Hajdúhadházon. 1947-ben a Debreceni Tudományegyetemen bölcsészdoktori oklevelet szerzett. 1949 és 1950 között a budapesti Ady Endre utcai Tanítóképző Intézet igazgatójaként dolgozott. 1950–1951-ben a Közoktatásügyi Minisztérium munkatársaként a pedagógiai tárgyak országos szakfelügyelője és a gyermekotthoni ügyek előadója, 1952–1954-ben az Országos Tervhivatal munkatársa, a közoktatás országos felelőse, 1954–1956-ban a Bőripari Tanulóotthon igazgatója, 1957–1958-ban az Országos Gyermekvédelmi Tanács vezetője volt. 1958-ban megbízást kapott a soponyai gyermekváros megszervezésére és vezetésére. A nagylángi Zichy-kastélyt alakították át a gyermekváros céljaira, iskolát és gyermekotthont rendeztek be benne. Az intézmény 1959-től 1998-ig működött, azóta a kastély üresen áll. Írásai megjelentek a Magyar Pedagógiában, az Embernevelésben és a Pedagógusok Lapjában. Öngyilkos lett, a Farkasréti temetőben nyugszik.

## Főbb művei
- A problematikus gyermek (Budapest, 1942)
- Milyen iskolát vár tőlünk a föld népe? Röpirat. (Budapest, 1945)
- Az első magyar gyermekváros (Embernevelés, 1947)
- A nevelés elméletének és gyakorlatának kapcsolatai a gyermekvárosban (Magyar Pedagógia, 1947)
- Kallódó gyermekek. Röpirat. (Hajdúhadház, 1948)